# Štoka
Štoka je priimek več znanih Slovencev:
- Drago Štoka (*1937), odvetnik, zamejski politik in publicist
- Franc (Rado) Štoka (1901—1969), ribič, protifašist, revolucionar, partizan, politik
- Jaka Štoka (1867—1922), gledališki igralec, režiser, pisatelj in založnik
- Marko Štoka, narodnokulturni delavec
- Meta Štoka Debevec (*1949), košarkarica
- Mojca Štoka – Moya (*1984), pevka, glasbenica
- Peter Štoka (*1971), teolog, biblicist, knjižničar, domoznanec; jadralec
- Primož Štoka (*1962), vinogradnik, vinar
- Sergij Štoka, judoist (&Tadej Š., vinarja?)
- Slavoljub Štoka (1920—2018), novinar in publicist v zamejstvu (Italija)
- Tea Štoka (*1964), prevajalka, publicistka, literarna kritičarka
- Tomaž Štoka, umetnostni zgodovinar, koordinator za UNESCO pri MAO in kandidaturo Plečnika za uvrstitev v svet. dediščino
- Vladimir Štoka (1910—1943), član organizacije TIGR, protifašist